# Marie-Elisabeth Lüders

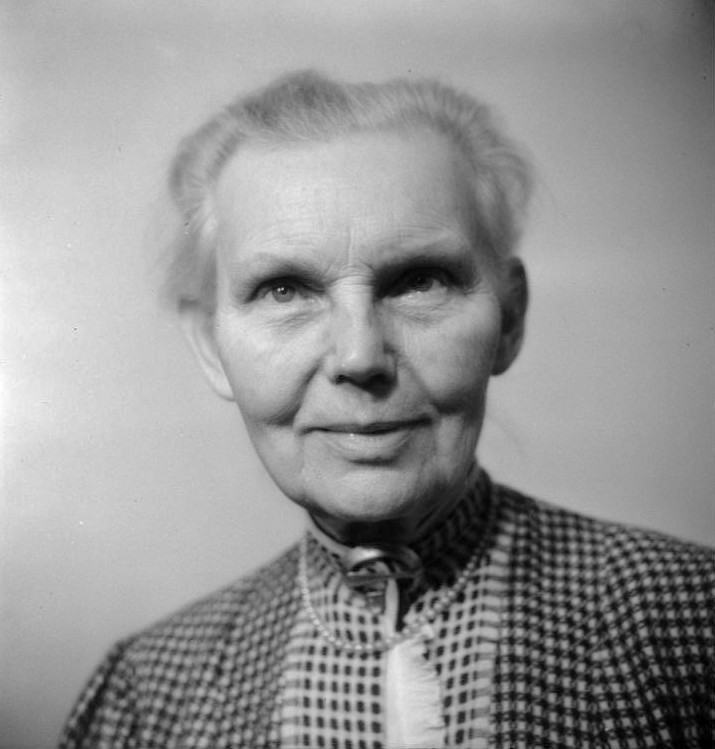
Marie-Elisabeth Lüders (1949)

Marie-Elisabeth Lüders (Berlijn, 25 juni 1878 - 23 maart 1966) was een Duits politica van de Deutsche Demokratische Partei (DDP) en na de Tweede Wereldoorlog voor de Freie Demokratische Partei (FDP). Zij was eveneens een voorvechter voor vrouwenrechten. In haar jongere jaren was zij ook onder de naam Lisbeth Lüders bekend.